# Matthew Ishaya Audu
Matthew Ishaya Audu (ur. 7 czerwca 1959 w Tudu Uku) – nigeryjski duchowny katolicki, arcybiskup metropolita Jos od 2020.

## Życiorys
Święcenia kapłańskie przyjął 23 czerwca 1984. Po kilku latach pracy w diecezji Makurdi wyjechał do Rzymu, gdzie rozpoczął studia na Akademii Alfonsjańskiej, uwieńczone w 1999 tytułem doktora teologii moralnej. W latach 1992–1997 był wicerektorem seminarium duchownego w Makurdi.

### Episkopat
5 grudnia 2000 roku został mianowany przez papieża Jana Pawła II biskupem diecezji Lafia. Sakrę przyjął 31 marca 2001 z rąk ówczesnego nuncjusza apostolskiego w Nigerii, arcybiskupa Osvaldo Padilli.
6 stycznia 2020 papież Franciszek mianował go arcybiskupem metropolitą Jos.